# État libre du Goulot
1919–1923
Entités précédentes :
- Empire allemand (province de Hesse-Nassau)

Entités suivantes :
- République de Weimar (province de Hesse-Nassau)

L'État libre du Goulot (en allemand : Freistaat Flaschenhals) est un micro-État indépendant de facto existant en Allemagne au début de la république de Weimar, du 10 janvier 1919 au 25 février 1923. 
Il est créé sur le territoire de la province de Hesse-Nassau à la suite de l'occupation franco-américaine de la Rhénanie après la Première Guerre mondiale. Depuis 1949, les territoires ayant appartenu à cet État sont à cheval sur les Länder allemands de Hesse et de Rhénanie-Palatinat.

## Création
À la suite de l'armistice de 1918, les forces américaines, britanniques et françaises occupent le territoire allemand à l'ouest du Rhin et établissent trois têtes de pont semi-circulaires de 30 km de rayon autour de Cologne (zone britannique), Coblence (zone américaine) et Mayence (zone française). À cause d'une erreur de mesure, les limites des têtes de pont américaine et française, qui auraient dû se chevaucher, se retrouvent séparées par une distance inférieure à un kilomètre.
Les puissances occupantes ayant barré les routes sortant de leurs têtes de pont, il en résulte un étroit corridor non occupé sur la rive droite du Rhin, recouvrant la vallée de la Wisper (de), les villes de Lorch et Caub et les villages de Lorchhausen, Sauerthal, Ransel, Wollmerschied, Welterod, Zorn, Strüth, Egenrod et Laufenselden. Entourée par les deux têtes de pont alliées et le Rhin au sud-ouest, cette petite région se retrouve de fait séparée du reste de l'Allemagne et de l'administration de la république de Weimar, puisqu’aucune route ne traverse le Taunus à cet endroit-là.
Le 10 janvier 1919, le maire de Lorch, Edmund Anton Pnischek, proclame l'État libre du Goulot, Freistaat Flaschenhals en allemand, ainsi nommé à cause de la forme de goulot de bouteille du territoire, résultant de la nature circulaire des zones d'occupation. La création de l'État libre se traduit par un télégramme, envoyé par Pnischek à la commission allemande d’armistice, qui indique : « Nous souhaitons que, entre Bonn et Mayence, subsiste une bande de terre, le long du Rhin allemand, libre de toute influence gauloise. »

## Vie courante
Lorch, plus grande ville de l'État libre, en devient la capitale. Edmund Pnischek fait imprimer à Lorch et à Caub des billets de monnaie de nécessité, n'ayant cours que dans l'État libre.
Le ravitaillement de l'État libre est très difficile, à cause des relations conflictuelles entre les puissances occupantes et la jeune république de Weimar, aussi s'effectue-t-il uniquement par contrebande. Les autorités allemandes du chef-lieu, à Limburg, organisent le transport de denrées alimentaires en charrette, mais le trajet de plus de 50 km, traversant une zone montagneuse sur des routes forestières improvisées, s'avère très difficile. Le transport clandestin des marchandises s'effectue également via le Rhin, dans le sens du courant, avec le transport clandestin de marchandises envoyées depuis l'ouest de Mayence, en zone d'occupation française ; il doit faire face à l'opposition de la Sûreté française, qui installe des projecteurs sur la rive gauche du Rhin — auxquels les jeunes de l'État libre exposent leurs postérieurs — et emprisonne les propriétaires des bateaux concernés. D'autres tentatives sont effectuées aux dépens des Français, comme le vol d'un train de charbon de la Ruhr destiné aux réparations, dont un mécanicien de locomotive s'empare près de Rüdesheim am Rhein pour le conduire à Lorch.
Par la suite, à partir de la mi-1920, les autorités américaines se montrent plus compréhensives que les françaises.
L'État libre émet ses propres passeports, et planifiait l'établissement d'une ambassade à Berlin lors de sa disparition. En outre, il avait l'intention d'établir des relations diplomatiques avec d'autres pays, mais cessa d'exister avant que ces plans ne se réalisent.

Billets de monnaie de nécessité de l’État libre du Goulot
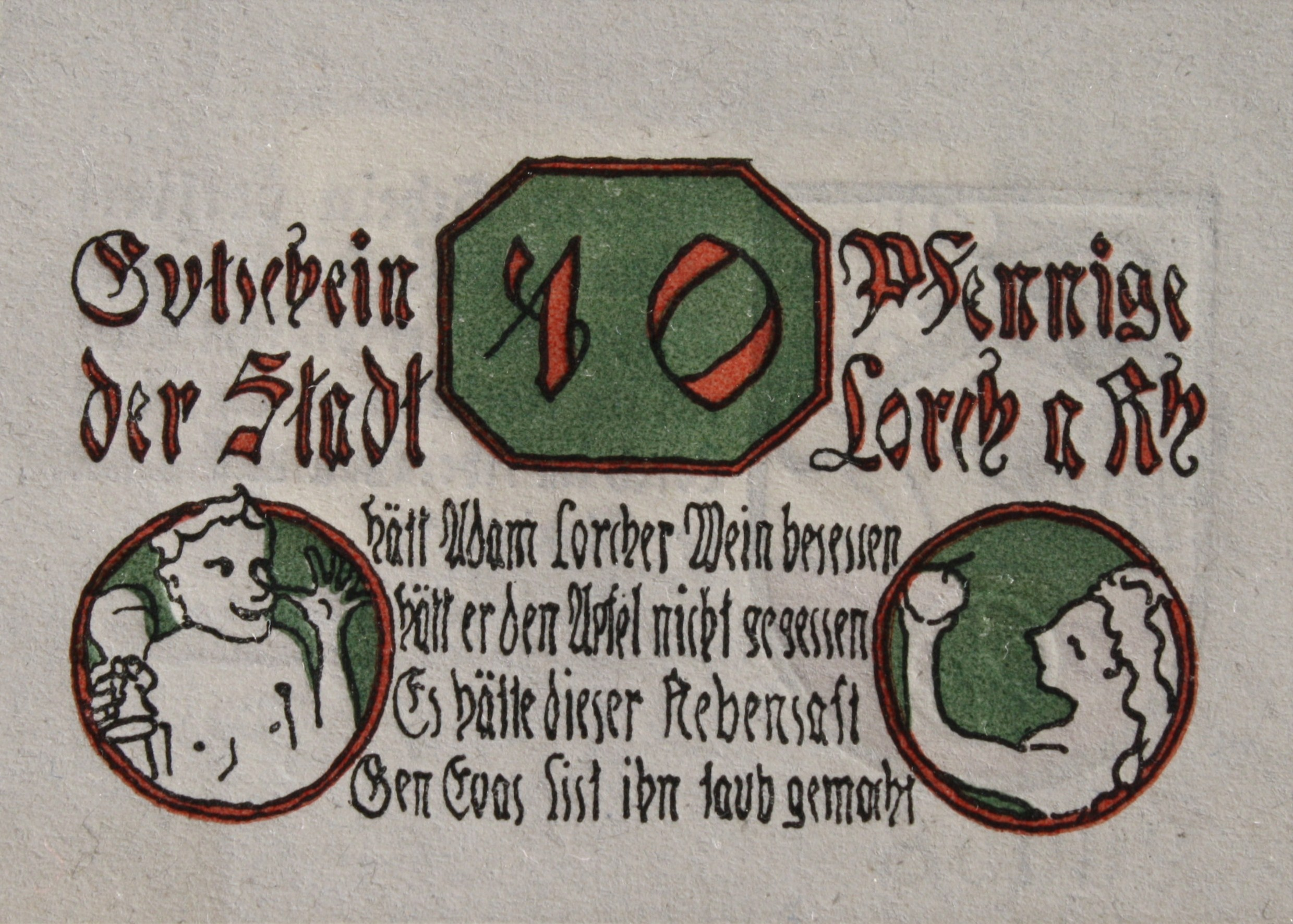
10 pfennig
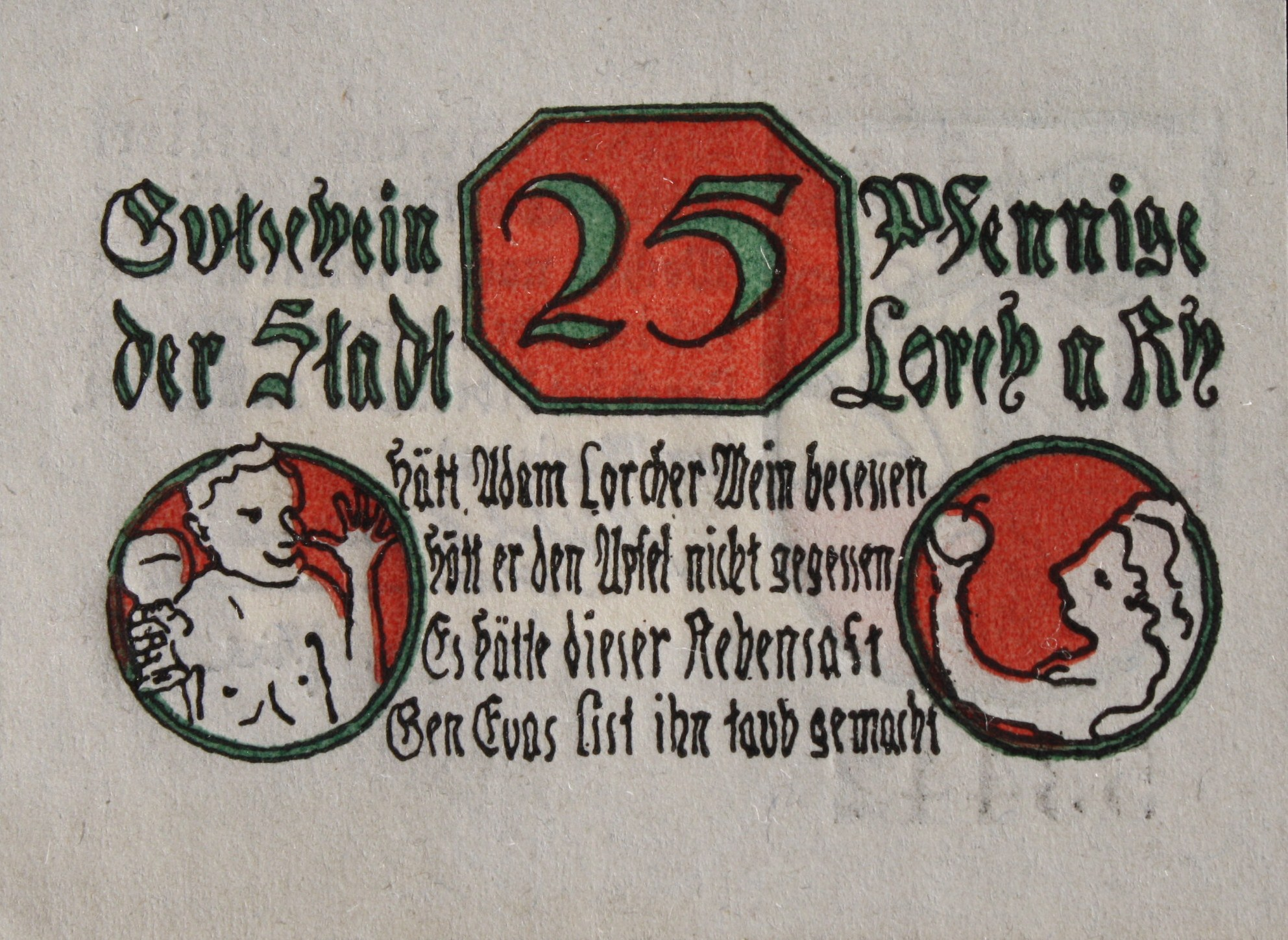
25 pfennig
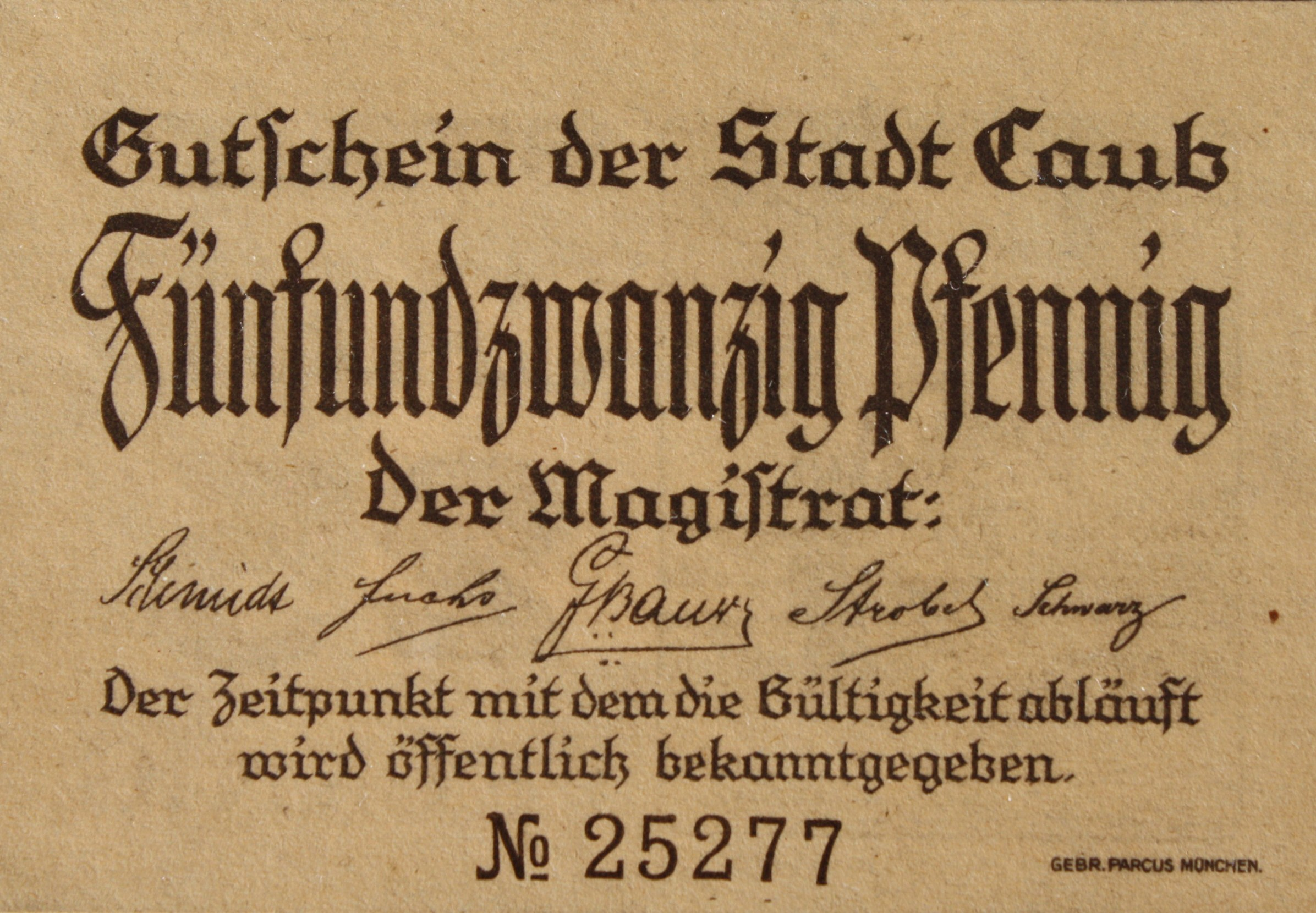
25 pfennig
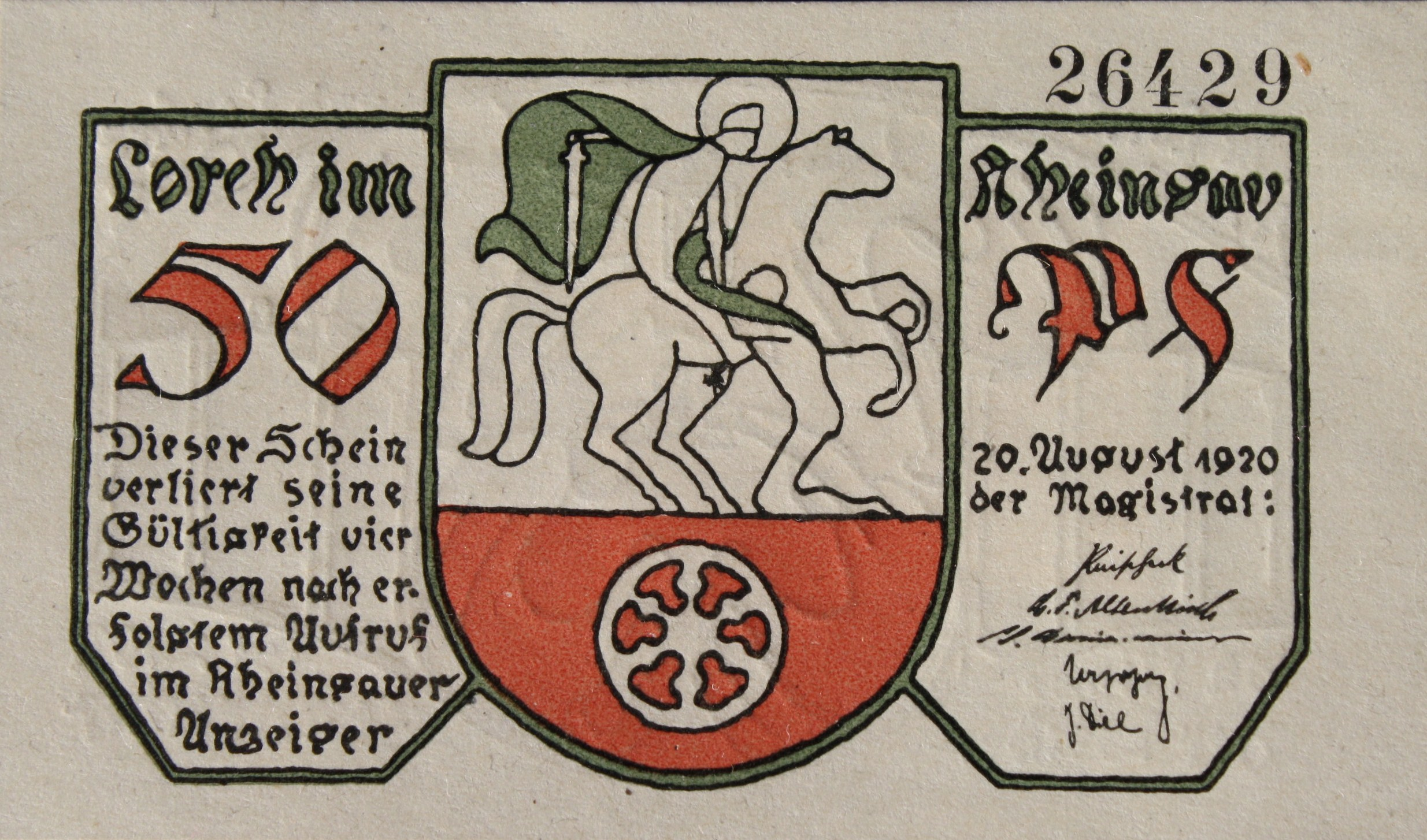
50 pfennig
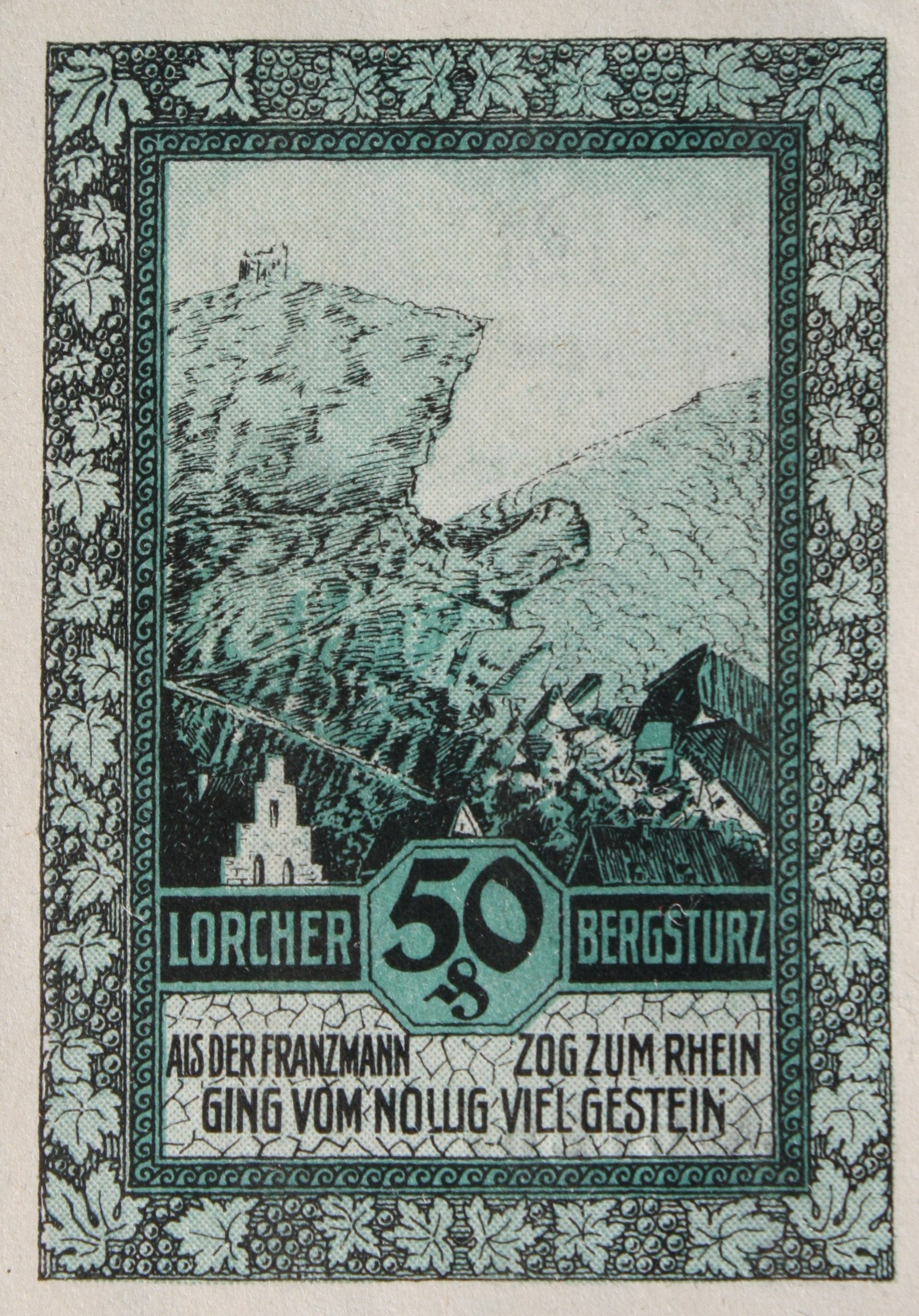
50 pfennig
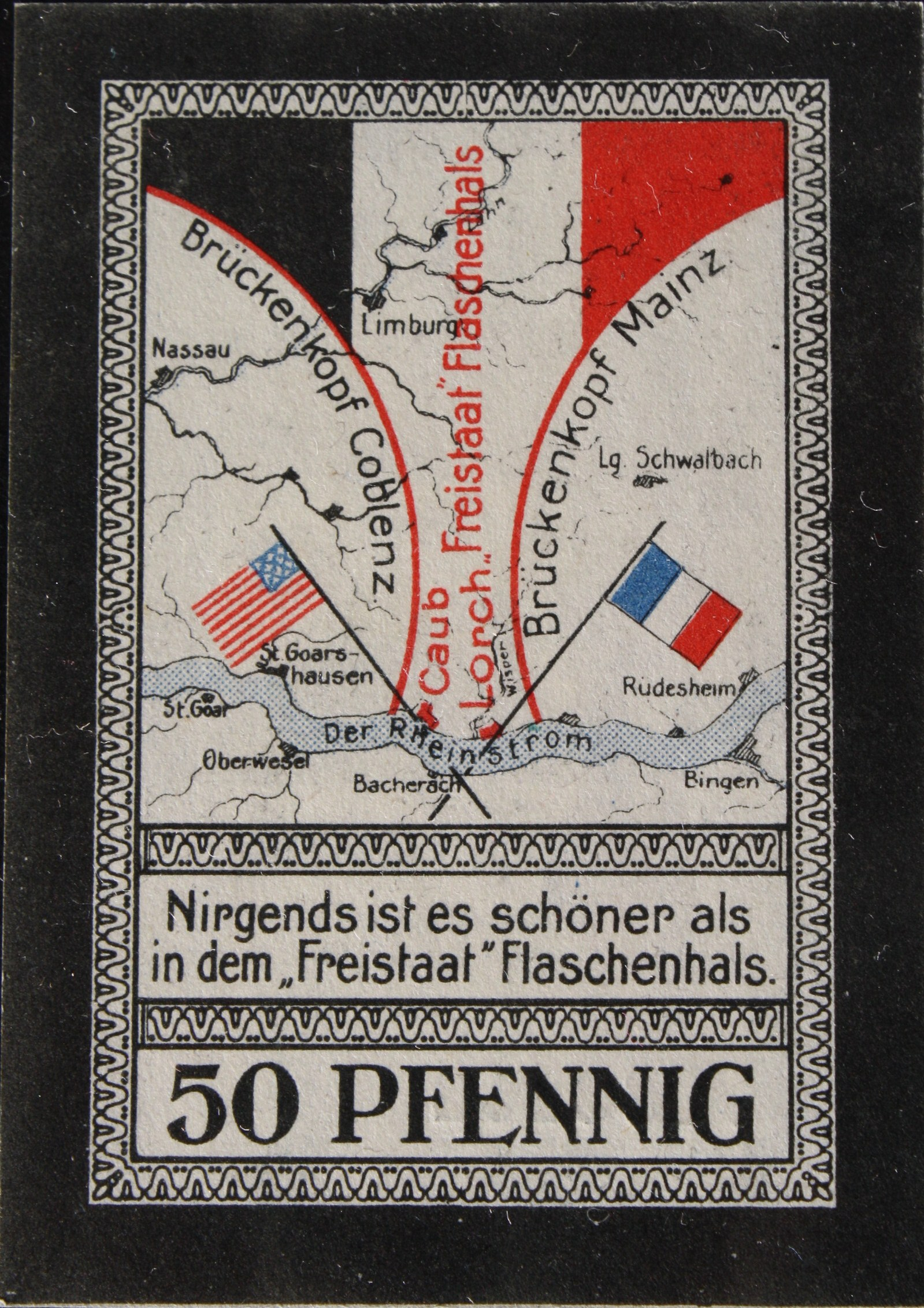
50 pfennig

## Disparition

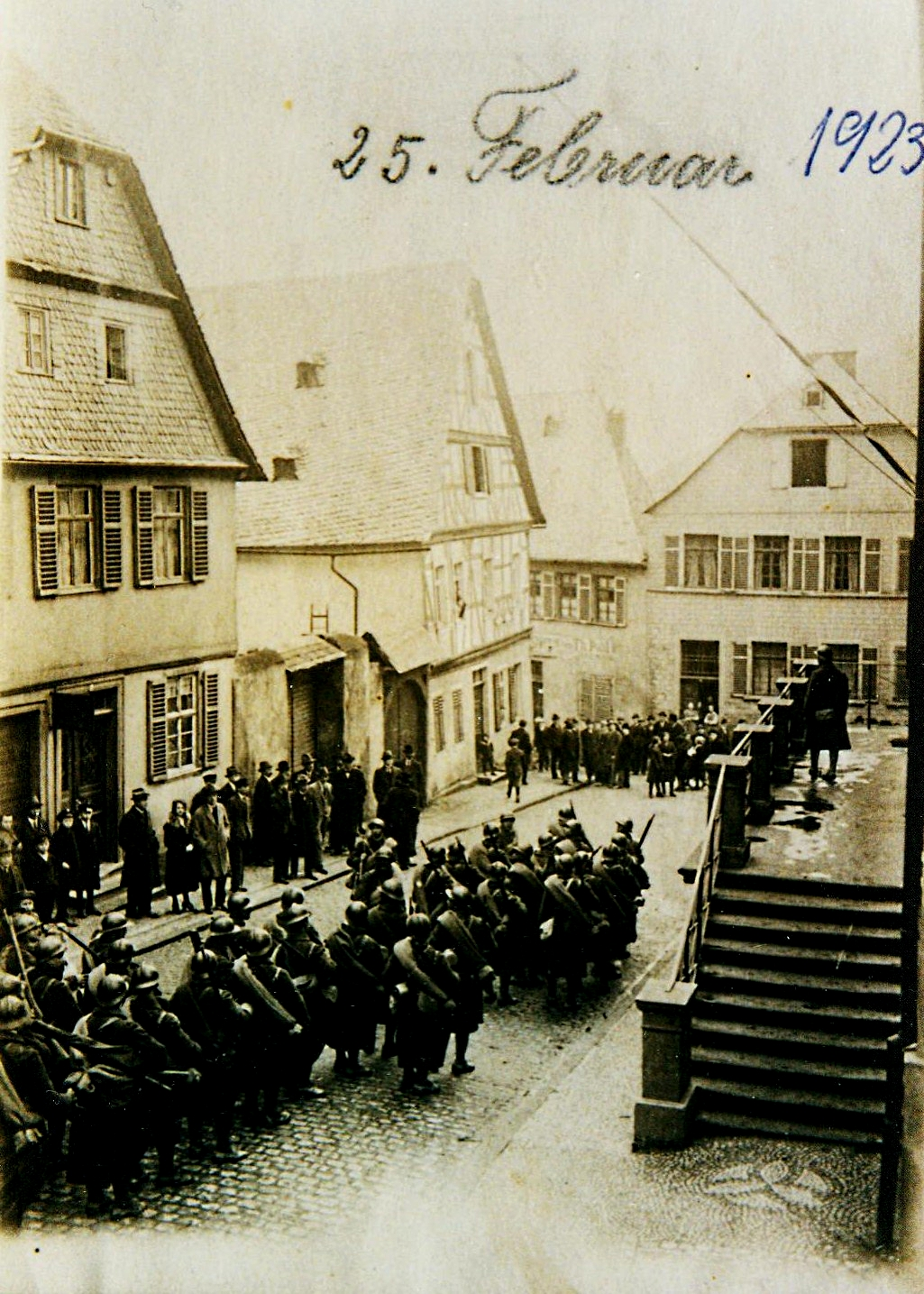
Occupation de la place de Lorch par les troupes auxiliaires marocaines de l'armée française le 25 février 1923 signifiant la fin de l'État libre du Goulot.

Après quatre années d'existence, l'État libre du Goulot est aboli le 23 février 1923, à la suite de l'occupation de la Ruhr par la France. Edmund Pnischek est arrêté, et le territoire réincorporé dans la province de Hesse-Nassau.

## AuXXIesiècle

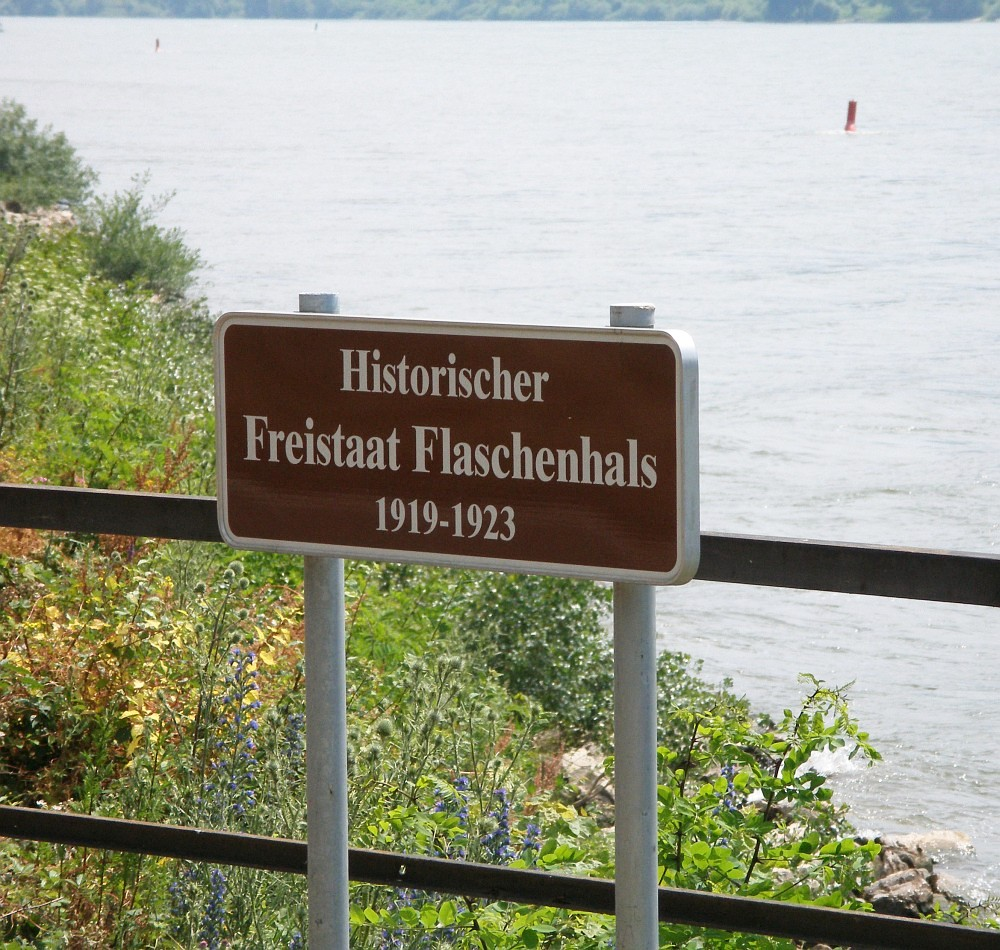
Panneau sur une berge du Rhin indiquant l'existence historique du micro-État.

Au XXIe siècle, le territoire du Goulot fait partie de la vallée du Rhin, inscrite sur la liste du patrimoine mondial de l'UNESCO. L'histoire du Goulot est une attraction touristique dans la région, particulièrement dans les deux villes principales de Lorch et Kaub.